# Herbert Haider
Herbert Haider (* 9. Jänner 1966 in Hall in Tirol) ist ein österreichischer Stimmenimitator, Synchronsprecher, Kabarettist und Schauspieler.
Herbert Haider erhielt eine klassische Gesangsausbildung am Konservatorium Innsbruck. Er ist vor allem als Werbesprecher im österreichischen Radio tätig. Er wirkte als Schauspieler in den TV- und Filmproduktionen Kommissar Rex oder Stockinger mit und war auch Synchronsprecher in Ein Schweinchen namens Babe und Schweinchen Babe in der großen Stadt. Seine Stimme leiht er auch seit Jahren zahlreichen Comedyfiguren auf Ö3, so war er einer der Sprecher von „Peda & Peda“, der Zimmermann Eduard in der Serie Aktenzeichen Ö3 ungelöst, Arnold Schwarzenegger, Gerhard Berger, „Edith Zwinger“ in der Wer will mich?-Parodie Das Ö3-Tierheim, Peter Alexander, Dietmar Constantini u. a. 
2014 wirkte er beim Stück Reggae Samurai Squad auf der EP Raggamuffin Sounds in der Discostadt vom Reggae-Sänger Tombo mit.
Er stand als Solokabarettist auf der Bühne und ist Mitglied der Kabarettgruppe Comedyhirten. Aktuell ist er als Rudi und Ferl in der Ö3-Comedy-Serie Verzweifelte Hausmänner zu hören.